# Алеутская улица (Томск)
Алеу́тская у́лица — улица в Томске. Пролегает от улицы Кутузова до Асиновской улицы.

## История

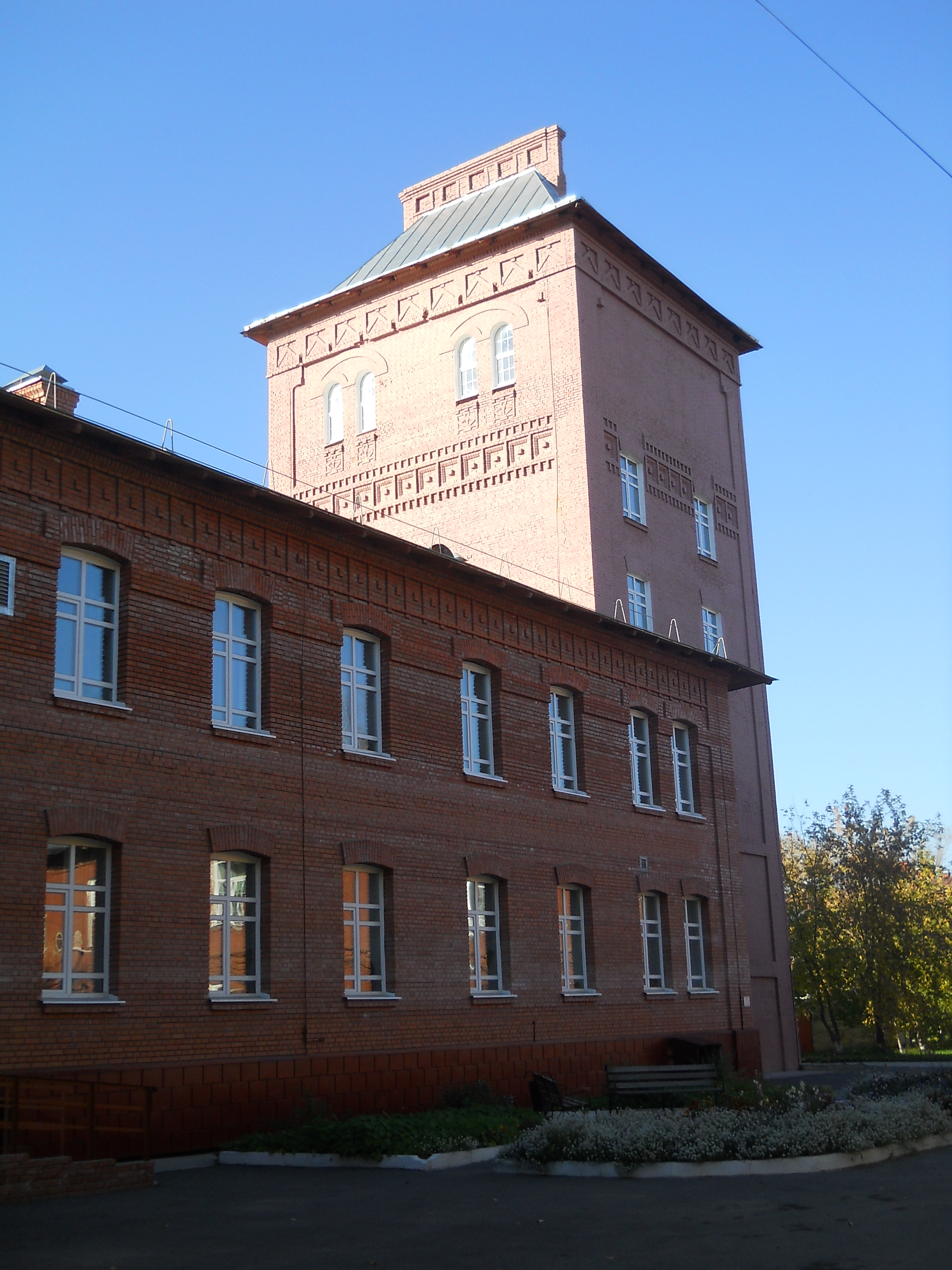

Улица (с 25 марта 1956 года, с 18 апреля 1949 года — Алеутский переулок) в посёлке Сосновый Бор, где расположена Томская областная клиническая психиатрическая больница (современный адрес — Алеутская улица, д. 4)
Строительство Томской окружной психиатрической лечебницы продолжалось с 1901 по 1908 год, проект архитектора Я. В. Кривцова. Достройка больницы осуществлена архитектором А. И. Лангером, работу принимал лично П. А. Столыпин, в то время (1910) — премьер-министр России.
Лангеру же приписывается авторство проектов деревянной застройки, соседствующей с больничным комплексом.

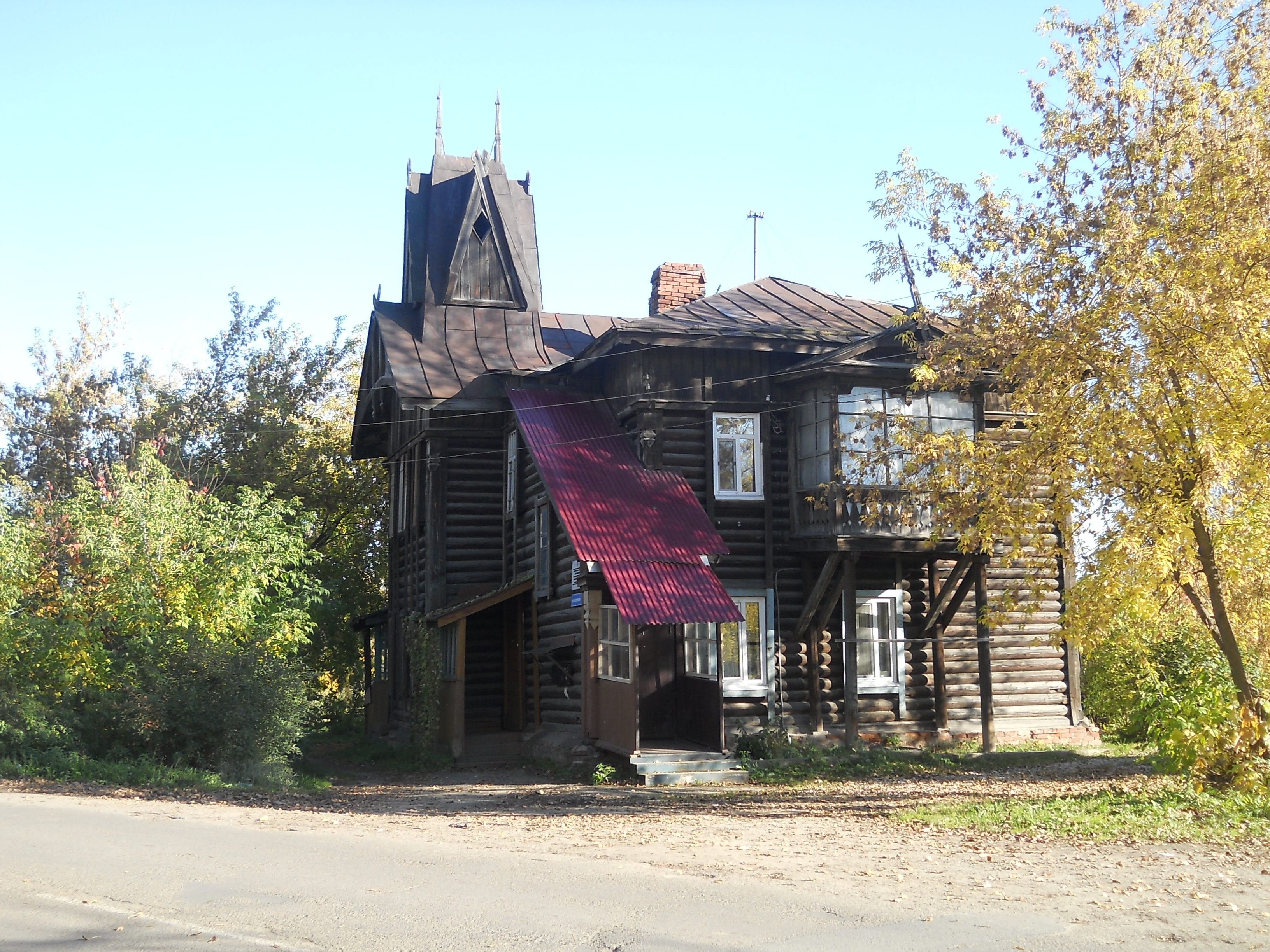
Алеутская улица, д. 1